# Diema
Diema es un canal de televisión privado de Bulgaria, perteneciente a Nova Broadcasting Group. Se trata de un canal que emite películas de acción, series, documentales y telenovelas.

## Historia
El canal inició emisiones como Diema+ el 15 de mayo de 1999 emitiendo películas y deportes. En sus inicios, su programación era de 12 horas al día, que se amplió a 24 horas en noviembre de 1999.
Con los años, el canal ganó popularidad, transmitiendo en redes de cable y lanzando un segundo canal, Diema 2.
A finales de 2005, se vendió a Apace Media, propiedad de Kamen Vodenicharov, y en marzo de 2007, junto con MM TV, se fusionó en la empresa conjunta Balkan Media Group con la empresa sueca Modern Times Group, cambiando su nombre y logotipo a Diema.
El 12 de septiembre de 2011, el canal cambió su imagen y logotipo.
Desde 2021, el canal pertenece a United Group.